# Jonathan Levin

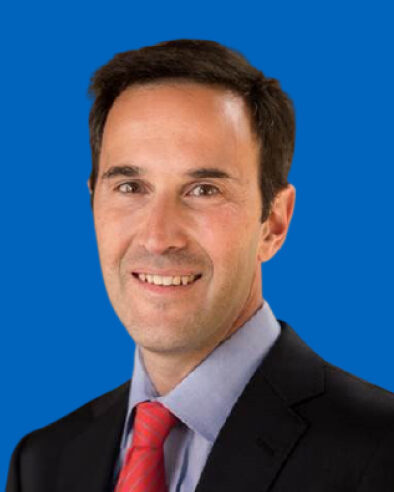
Jonathan Levin, 2021

Jonathan Levin (* 17. November 1972) ist ein US-amerikanischer Ökonom. Er ist Professor für Wirtschaftswissenschaften an der Stanford University. Levin erhielt 2011 die John Bates Clark Medal.

## Leben
Levin studierte Englisch (B.A., 1994) und Mathematik (B.S., 1994) an der Stanford University. 1996 schloss er seinen M.Phil. in Ökonomie an der Oxford University ab. Er promovierte in Ökonomie im Jahr 1999 am MIT. Nach einem Postdoc an der Yale University ist er seit 2000 Professor in Stanford. 2014 wurde er in die American Academy of Arts and Sciences aufgenommen.

## Arbeit
Levins Forschungsgebiet ist Industrial Organization und insbesondere das Design von Marktinstitutionen und die Ökonomik von Verträgen und Organisationen. Zudem hat er zu Subprime-Märkten, Krankenversicherung und Internetmärkten geforscht.